# Episodi di Playhouse 90 (quarta stagione)
La quarta stagione della serie televisiva Playhouse 90 è andata in onda negli Stati Uniti dal 1º ottobre 1959 al 18 maggio 1960 sulla CBS.
| nº | Titolo originale                | Prima TV USA     |
| -- | ------------------------------- | ---------------- |
| 1  | Target for Three                | 1º ottobre 1959  |
| 2  | The Sounds of Eden              | 15 ottobre 1959  |
| 3  | Misalliance                     | 29 ottobre 1959  |
| 4  | The Hidden Image                | 12 novembre 1959 |
| 5  | The Grey Nurse Said Nothing     | 26 novembre 1959 |
| 6  | The Tunnel                      | 10 dicembre 1959 |
| 7  | The Silver Whistle              | 24 dicembre 1959 |
| 8  | John Brown's Raid               | 14 gennaio 1960  |
| 9  | A Dream of Treason              | 21 gennaio 1960  |
| 10 | To the Sound of Trumpets        | 9 febbraio 1960  |
| 11 | The Cruel Day                   | 24 febbraio 1960 |
| 12 | Tomorrow                        | 7 marzo 1960     |
| 13 | The Hiding Place                | 22 marzo 1960    |
| 14 | Journey to the Day              | 22 aprile 1960   |
| 15 | Alas, Babylon                   | 3 aprile 1960    |
| 16 | The Shape of the River          | 2 maggio 1960    |
| 17 | In the Presence of Mine Enemies | 18 maggio 1960   |

## Target for Three
- Prima televisiva: 1º ottobre 1959
- Scritto da: David Davison

### Trama
- Guest star: Ricardo Montalbán (Vincente), George C. Scott (Juan), Marisa Pavan (Consuelo), Liliane Montevecchi (Estrella), Dale Evans, H. M. Wynant, Pedro Armendáriz (Montez)

## The Sounds of Eden
- Prima televisiva: 15 ottobre 1959
- Scritto da: George Bellak

### Trama
- Guest star: James Whitmore (Anderson), Kim Hunter (Mrs. Anderson), Everett Sloane (Lawson), Henry Jones (Jess Brown), Martin Landau (McCormick), Dick Foran (Brady)

## Misalliance
- Prima televisiva: 29 ottobre 1959
- Diretto da: Robert Stevens
- Soggetto di: George Bernard Shaw

### Trama
- Guest star: Claire Bloom (Hypatia), Robert Morley (John Tarleton), Siobhán McKenna (Lina), Kenneth Haigh (Gunner), Rod Taylor (Joey), John Williams (Lord Summerly), Isobel Elsom (Mrs. Tarleton), Robert Casper (Bentley), Patrick Macnee (Johnny)

## The Hidden Image
- Prima televisiva: 12 novembre 1959
- Scritto da: David Karp

### Trama
- Guest star: Franchot Tone (Avery Yarbrough), Martin Gabel (George Barrow), Nancy Marchand (Mrs. Yarbrough), George Grizzard (Leo Portnoy), Frank Maxwell (Tommy Atwell)

## The Grey Nurse Said Nothing
- Prima televisiva: 26 novembre 1959
- Diretto da: Ron Winston
- Scritto da: Sumner Locke Elliott

### Trama
- Guest star: Ann Todd (Laura Mills), Hugh Griffith (reverendo Light), Angela Lansbury (Hazel Wills), Don Dubbins (Bluey), Michael David (Herbert Wills), Patricia Cutts (Mavis Greenhop), Paul Comi (Patrick Aherne), Tony Haig (ragazzo)

## The Tunnel
- Prima televisiva: 10 dicembre 1959
- Diretto da: Delbert Mann
- Scritto da: David Shaw

### Trama
- Guest star: Richard Boone (colonnello Pleasants), Rip Torn (tenente Douty), Onslow Stevens (generale Burnside), Jack Weston (Wocziki), Ken Lynch (sergente Reese), Robert Carson (generale Meade), Sandy Kenyon (Martinson), Bartlett Robinson (capitano Handley), Sam Edwards (Confederate Corporal), Frank Killmond (Gorcey), Jason Wingreen (Blair), Oliver McGowan (generale Ledlie), Tom McKee (generale Potter), Stephen Chase (generale Wilcox), James Gavin (generale Ferraro), Jay Overholts (Litter Bearer), Fletcher Allen (Orderly), Edward Faulkner (soldato), Hal Needham (soldato)

## The Silver Whistle
- Prima televisiva: 24 dicembre 1959
- Diretto da: Franklin J. Schaffner
- Scritto da: Robert Mcenroe

### Trama
- Guest star: Eddie Albert (Oliver Erwenter), Henry Jones (Emmett), Bethel Leslie (Miss Tripp), Harry Townes (reverendo Watson), Doro Merande (Miss Hammer), Margaret Hamilton (Miss Hoadley), Enid Markey (Mrs. Samples), Zamah Cunningham (Mrs. Gross), Joe Sweeney (Cherry), Arthur Hughes (Beebe)

## John Brown's Raid
- Prima televisiva: 14 gennaio 1960
- Diretto da: Sidney Lumet

### Trama
- Guest star: James Mason (John Brown), Robert Duvall, Ossie Davis, Terry Carter

## A Dream of Treason
- Prima televisiva: 21 gennaio 1960
- Scritto da: David Davison

### Trama
- Guest star: Richard Basehart (Martin Lambert), Leora Dana (Eleanor Lambert), John Williams (Walter Ferguson), Susan Oliver (Valerie Ferguson)

## To the Sound of Trumpets
- Prima televisiva: 9 febbraio 1960
- Diretto da: Buzz Kulik
- Scritto da: John Gay

### Trama
- Guest star: Stephen Boyd (capitano Cronyn), Dolores Hart (Janet Marshall), Judith Anderson (Madame Duvier), Boris Karloff (Guibert), Dan O'Herlihy (Roger Smythe), Sam Jaffe (Schiller), Robert Coote (sergente Beggs), Peter Foster (Henley)

## The Cruel Day
- Prima televisiva: 24 febbraio 1960
- Diretto da: Franklin J. Schaffner
- Scritto da: Reginald Rose

### Trama
- Guest star: Van Heflin (capitano), Cliff Robertson (tenente), Phyllis Thaxter (Nicole), Raymond Massey (padre Ricquoi), Charles Bronson (sergente), Peter Lorre (proprietario del Caffè), Nehemiah Persoff (padre), Thano Rama (Algerian Boy), Miko Oscard (Michel), Adeline De Walt Reynolds (Old Woman)

## Tomorrow
- Prima televisiva: 7 marzo 1960
- Diretto da: Robert Mulligan
- Scritto da: Horton Foote
- Soggetto di: William Faulkner

### Trama
- Guest star: Richard Boone (Jackson Fentry), Kim Stanley (Sarah Eubanks), Charles Aidman (Thornton Douglas), Chill Wills (Pruitt), Beulah Bondi (Mrs. Hulie), Elizabeth Patterson (Mrs. Pruitt), Andrew Prine (Isham), Peter Oliphant (Longstreet Ferry)

## The Hiding Place
- Prima televisiva: 22 marzo 1960
- Diretto da: Sidney Lumet
- Scritto da: Adrian Spies
- Soggetto di: Robert Shaw

### Trama
- Guest star: Richard Basehart, James Mason (Hans Frick), Kim Hunter (Maria), Helmut Dantine (colonnello), Robert Emhardt (Neusel), Bsail Langton (Sanders), Dick Cavett, Trevor Howard (Robert Wilson)

## Journey to the Day
- Prima televisiva: 22 aprile 1960
- Diretto da: John Frankenheimer
- Scritto da: Roger Hirson

### Trama
- Guest star: James Gregory (Endicott), Mary Astor (Helen May Whitfield), Mike Nichols (Arthur Millman), Steven Hill (dottor Gutera), Janice Rule (Karen Andrews), James Dunn (Melvin Cooper), Peter Votrian (Billy King), Vivian Nathan (Martha Kowalski), David J. Stewart, Helen Kleeb

## Alas, Babylon
- Prima televisiva: 3 aprile 1960
- Diretto da: Robert Stevens
- Scritto da: David Shaw

### Trama
- Guest star: Rita Moreno (Rita), Kim Hunter (Helen Bragg), Don Murray (Randy Bragg), Dana Andrews (Mark Bragg), Barbara Rush (Liz), Everett Sloane (dottor Gunn), Don Gordon (Pete), Robert Crawford, Jr. (Richard), Gina Gillespie (Laura), Burt Reynolds (Ace), Judith Evelyn (Lavinia)

## The Shape of the River
- Prima televisiva: 2 maggio 1960
- Diretto da: Boris Sagal
- Scritto da: Horton Foote

### Trama
- Guest star: Franchot Tone (Samuel Clemens), Leif Erickson (Wiliam Dean Howells), Katharine Bard (Livy Clemens), Shirley Knight (Susy Clemens), Nancy Rennick (Clara Clemmons), Katherine Squire (Katie), Larry Gates (Henry Rogers), Philip Coolidge (Albert Bigelow Paine), James Bell (John Briggs), Jane Mcarthur (Jane Clemens)

## In the Presence of Mine Enemies
- Prima televisiva: 18 maggio 1960
- Diretto da: Fielder Cook
- Scritto da: Rod Serling

### Trama
- Guest star: Charles Laughton (Rabbi Adam Heller), Arthur Kennedy (Paul Keller), Susan Kohner (Rachel Heller), Oskar Homolka (Josef Chinik), George MacReady (capitano Richter), Sam Jaffe (Emmanuel), Robert Redford (sergente Lott), Otto Waldis (Kohn), Bernard Kates (Israel), Norbert Schiller (dottore)